# وكر الذيب (مسلسل عراقي)
وكر الذيب هو مسلسل عراقي تم عرضة عام 2011 بطولة غالب جواد، وكر الذيب كان ساحة صراع للرغبات الجامحة والحقد والدسائس والوصولية والحب.

## الممثلون
" غالب جواد، اياد الطائي، خليل ابراهيم، آلاء حسين، حسام الرسام، انعام الربيعي، ضياء الدين سامي، سمر قحطان، سمر محمد، سعد مجيد، صبا إبراهيم، باسم الطيب، أحسان هاني، خالد احمد مصطفي، علي قاسم الملاك، احمد شرجي، سلام داغر، نجلاء فهمي، أياد حامد، علي نجم الدين، راميا نبيل، حميد شاكر، حميد صابر، مرتضي حنيص، لبوة عرب، مهند مختار، ياس خضير، وسام عبد الواحد، ناريمان الصابوري، بتول كاظم، سولاف جليل، حكمت القيسي، حسان رعد، رؤي خالد، غفوري محمد، ياس الدليمي، منهل عباس، احمد الركابي، رعد فيصل، طه جاسم، عيسي إبراهيم، احمد عبد الحسن، اياد عابد، رعد عبد، هيثم خيون، ضرغام عماد، زينة عبد الحميد، حسين عماد، فادي اياد، مريم اياد، احمد ياس، أديان الصابوري.